# FEMSA
FEMSA (Fomento Económico Mexicano, S.A. de C.V) er den største producent af øl i Mexico og hele Latin-Amerika. FEMSA er moderselskabet til det kendte brygger Cuauhtémoc Moctezuma. FEMSA blev grundlagt i 1890 men skiftet til et holdingselskab i 1936 under navnet Valores Industriales, S.A..
I 2006 købte FEMSA Kaiser i Brasilien og ændrede dets navn til FEMSA Cerveja Brasil.
FEMSA deles ind i følgende:
- Coca-Cola FEMSA
- FEMSA Comercio
- FEMSA Cerveza
- FEMSA Negocios Estratégicos
- FEMSA Logística
- FEMSA Empaques